# 일민미술관
일민미술관(一民美術館)은 서울특별시 종로구 세종로에 위치한 미술관이다. 언론인이자 동아일보 명예회장을 지낸 동아일보 창업주이자 대한민국 부통령을 지냈던 인촌 김성수의 장남 김상만의 업적을 기리기 위해 설립되었다. 동아일보 광화문 옛사옥 건물을 사용하고 있다.

## 소개
1996년 동아일보사 광화문 옛 사옥건물을 리모델링하여 개관한 동아일보사의 사립미술관이다. 기존에 있던 동아일보 본사가 충정로 사옥으로 이전하면서 광화문 사옥건물이 리모델링 공사에 들어가게 되고 1996년에 개관하였다. 건물의 오른편은 동아일보사 광화문 신사옥(동아미디어센터)과 연결되어있으며 이 곳에 있던 동아일보사 사립 신문박물관이 일민미술관으로 이전하였다.
동아일보 광화문 옛 사옥건물은 1926년에 완공한 건물로 창간 당시 중앙학교 교사 일부에 있던 동아일보 본사를 이전하여 지은 건물이다. 인촌 김성수가 동아일보사의 독립건물이 필요하다는 생각에 따라 지어졌으며 일본인 건축가 나카무라 마코토가 설계하였다.
1992년에 동아일보 본사가 충정로 사옥으로 이전하면서 리모델링 공사를 위해 공실 상태로 있다가 1996년에 일민미술관으로 개관하였다. 1999년에 동아일보 광화문 신사옥(동아미디어센터)이 완공되면서 건물 오른편을 연결하는 통로를 설치하였다.

2001년 서울유형문화재 제131호로 지정되었다. 

## 층별 안내
- 1~3층 - 일민미술관 전시장
- 4층 - 사무실, 다큐아카이브
- 5~6층 - 신문박물관
- 옥상 - 옥외광고, 전광판

## 같이 보기
- 신문박물관
- 한국의 미술
- 서울특별시의 박물관과 미술관 목록
- 대한민국의 박물관과 미술관 목록